# Jægerspris
Jægerspris est une ancienne municipalité incorporée depuis 2007 à la municipalité de Frederikssund, dans la région de Hovedstaden, au Nord-Est de l'île de Sjælland, au Danemark.